# Thị trường Vàng Bạc London
Thị trường Vàng Bạc London là thị trường bán buôn ngoài sàn để giao dịch vàng và bạc giao ngay. Giao dịch được thực hiện giữa các thành viên của Hiệp hội Thị trường Vàng Bạc London (LBMA), được giám sát lỏng lẻo bởi Ngân hàng Anh. Phần lớn các thành viên là các ngân hàng quốc tế lớn hoặc các thương nhân môi giới buôn bán vàng bạc và các nhà tinh luyện vàng bạc.
Các đặc trưng vật lý của các thoi vàng và bạc được sử dụng trong quyết toán trên thị trường được mô tả bởi thông số Giao nhận Hàng hóa, một tập hợp các quy tắc do LBMA ban hành. Nó cũng đề ra các yêu cầu để niêm yết trên Danh sách giao nhận hàng hóa của LBMA đối với các nhà tinh chế đã được phê chuẩn.

## Giao dịch vàng
Ở bình diện quốc tế, vàng được giao dịch chủ yếu thông qua các giao dịch ngoài sàn (OTC), với các khối lượng hạn chế hơn giao dịch trên Sở giao dịch hàng hóa New York (NYMEX) và Sở giao dịch hàng hóa Tokyo (TOCOM). Các hợp đồng kỳ hạn này được biết đến như là hợp đồng tương lai vàng. Vàng giao ngay được giao dịch để thanh quyết toán 2 ngày làm việc kể từ sau ngày giao dịch (T+2), với ngày làm việc được định nghĩa là ngày khi cả thị trường New York lẫn thị trường London đều mở cửa. Không giống như nhiều thị trường hàng hóa khác, thị trường kỳ hạn đối với vàng được dẫn dắt bởi giá giao ngay và các chênh lệch lãi suất, tương tự như các thị trường ngoại hối, chứ không phải là động lực học cung cầu của tài sản cơ sở. Điều này là do vàng, giống như các loại tiền tệ, có thể được vay và cho vay bởi các ngân hàng trung ương và trên thị trường liên ngân hàng. Lãi suất vay mượn vàng nói chung có xu hướng thấp hơn so với các mức lãi suất trong nước tại Hoa Kỳ. Điều này khuyến khích vay mượn vàng sao cho các ngân hàng trung ương có thể kiếm lãi đối với số vàng nắm giữ ở lượng lớn của họ. Ngoại trừ những hoàn cảnh đặc biệt, thị trường vàng nói chung có xu hướng ở trạng thái bù hoãn mua (contango), nghĩa là giá vàng kỳ hạn cao hơn so với giá vàng giao ngay. Theo dòng lịch sử điều này làm cho nó trở thành một thị trường hấp dẫn để bán vàng kỳ hạn bởi các nhà sản xuất vàng và góp phần tạo ra một thị trường phái sinh tích cực và có tính thanh khoản tương đối cao.

## Quy mô thị trường
Phần lớn giao dịch vàng, bạc diễn ra trên thị trường ngoài sàn (OTC). London là trung tâm toàn cầu lớn nhất cho các giao dịch OTC, tiếp theo là New York, Zurich và Tokyo. Giao dịch trong sàn đã phát triển trong những năm gần đây, với COMEX ở New York và TOCOM ở Tokyo phát sinh phần lớn các hoạt động. Vàng cũng được giao dịch dưới các dạng chứng khoán, như các quỹ giao dịch trên sàn (ETF), trên các thị trường chứng khoán London, New York, Johannesburg và Australia.
Mặc dù thị trường vật chất đối với vàng và bạc phân bố toàn cầu, nhưng phần lớn các giao dịch OTC bán buôn được kết toán qua London. Trung bình khối lượng giao dịch vàng và bạc hàng ngày kết toán tại Hiệp hội Thị trường Vàng Bạc London vào tháng 11 năm 2008 tương ứng là 18,3 triệu ounce (trị giá 13,9 tỷ USD) và 107,6 triệu ounce (trị giá 1,1 tỷ USD). Điều này có nghĩa là một giá trị tương đương với sản lượng của các mỏ vàng hàng năm được kết toán tại LBMA chỉ trong 4,4 ngày, và một giá trị tương đương với sản lượng của các mỏ bạc hàng năm được kết toán chỉ trong 6,2 ngày. Ủy ban hành động chống độc quyền vàng tuyên bố rằng các số liệu kết toán đã công bố giảm bớt đi đáng kể giá trị thật sự của vàng được giao dịch, do sự quyết toán bù trừ các giao dịch trong tính toán của thống kê kết toán.
Ủy ban này cho rằng thị trường LBMA trị giá 21,6 tỷ USD mỗi ngày làm việc (5,4 nghìn tỷ USD mỗi năm).

## Các kiểu tài khoản

### Tài khoản cấp phát
Tài khoản cấp phát là các tài khoản được các nhà môi giới nắm giữ theo tên khách, trong đó duy trì các số dư các thanh, tấm hay thỏi có thể nhận biết duy nhất của kim loại được 'cấp phát' cho một khách hàng cụ thể nào đó và được tách riêng ra khỏi kim loại khác đang giữ trong hầm vàng bạc. Khách có toàn quyền định đoạt đối với kim loại này, với nhà môi giới chỉ giữ nó thay mặt khách như là người giám hộ bảo quản. Để tránh bất kỳ nghi ngờ nào, kim loại trong tài khoản cấp phát không tạo thành một phần trong tài sản kim loại quý của nhà môi giới.

### Tài khoản không cấp phát
Các tài khoản không cấp phát là cách thức phổ biến nhất để giao dịch, quyết toán và nắm giữ vàng, bạc, platin và paladi. Các giao dịch có thể được quyết toán bằng cách ghi Có hay ghi Nợ vào tài khoản trong khi số dư là công nợ giữa hai bên. Số dư Có trên tài khoản không cho chủ nợ quyền định đoạt đối với một lượng cụ thể các thoi vàng hay bạc hoặc các thanh hay thỏi platin hay paladi mà được hỗ trợ bởi lượng hàng kim loại quý tồn kho chung của nhà môi giới mà tài khoản này được nắm giữ. Khách trong kiểu tài khoản này là một chủ nợ không được bảo đảm.

### Rủi ro không cấp phát
Tổng lượng vàng không cấp phát ước tính khoảng 15.000 tấn vào cuối năm 2008, trong khi nó hỗ trợ trung bình 2.134 tấn giao dịch vàng giao ngay qua London mỗi ngày hay đại diện cho 14,2% toàn khối thị trường chung. So sánh điều này với tổng doanh số giao dịch mỗi ngày trên thị trường chứng khoán Anh quốc chỉ nằm trong phạm vi từ 0,34% đến 0,63% giá trị vốn hóa thị trường vào cuối tháng trong vòng 12 tháng kết thúc vào tháng 9 năm 2009, trong khi các thành viên của LBMA không cung cấp thông tin về sự hỗ trợ cho vàng không cấp phát, để thấy rằng doanh số cao tới mức đáng ngờ này của vàng gợi ý rằng họ đang vận hành một hệ thống dự trữ phân đoạn trong đó các tài khoản không cấp phát chỉ được hỗ trợ một phần nào bởi vàng vật chất. Tương tự như rút tiền ồ ạt, điều này làm cho các tài khoản vàng không cấp phát của LBMA dễ chịu tổn thất nếu như một lượng lớn những người tham gia thị trường yêu cầu giao vàng vật chất.

## Tư cách thành viên
LBMA chấp nhận tư cách thành viên đối với các công ty có hoạt động kinh doanh có liên quan gần gũi với vàng hay bạc trên thị trường London. Các thành viên phải trả phí thành viên từ 5.000 tới 12.000 bảng Anh mỗi năm phụ thuộc vào loại thành viên. Các thành viên của LBMA đến từ Australia, Belgium, Canada, Trung Quốc, Đức, Hồng Kông, Ấn Độ, Italia, Nhật Bản, Kazakhstan, Luxembourg, Mexico, Hà Lan, Ba Lan, Liên bang Nga, Nam Phi, Thụy Sĩ, Đài Loan, Thổ Nhĩ Kỳ, UAE, Vương quốc Anh, Hoa Kỳ, Uzbekistan. Tư cách thành viên đầy đủ tại LBMA cho phép các thành viên mở rộng các hoạt động ở quy mô quốc tế, chẳng hạn giống như ngân hàng VTB – một ngân hàng Nga, đã gia nhập LBMA năm 2015 như là thành viên đầy đủ đầu tiên đến từ Liên bang Nga và nhờ thế đã có thể mở rộng hoạt động vào thị trường đang nổi châu Á.

## Dự báo LBMA
Mỗi năm dự báo LBMA đều thu thập ý kiến của một số có chọn lọc những người làm việc trong lĩnh vực ngân hàng, các thương nhân và các nhà phân tích có hoạt động liên quan hoặc theo dõi thị trường kim loại quý để thu nhận dự báo của họ về thị trường (giá trung bình, giá cao, giá thấp đối với mỗi ounce vàng, bạc, platin, paladi). Mục đích của dự báo LBMA là dự đoán giá trung bình, giá cao, giá thấp cho từng kim loại ở mức độ càng chính xác càng tốt. Dự đoán nào gần nhất với giá trung bình sẽ chiến thắng. Trong trường hợp có từ 2 dự báo trở lên đều gần nhất như nhau với giá trung bình thì khoảng giá dự báo sẽ được tính đến. Năm 2009 dự báo LBMA của Philip Klapwijk đã đoạt giải nhất cho người dự báo chính xác nhất cả giá vàng lẫn giá bạc.

## Các thị trường hàng hóa kim loại London khác
Thị trường vàng bạc London là khác biệt với Sàn giao dịch kim loại London (LME), mặc dù LME có dịch vụ cung cấp giá của LBMA (XAU và XAG) và Thị trường Platin và Paladi London (XPT và XPD). Sàn giao dịch kim loại London là sàn giao dịch tương lai lớn nhất thế giới về quyền chọn và hợp đồng tương lai về kim loại thường (bao gồm đồng, nhôm, niken, kẽm, chì, thiếc, hợp kim nhôm, hợp kim nhôm đặc biệt Bắc Mỹ) và một vài kim loại khác (phôi thép, molypden, coban).